# Frutigland

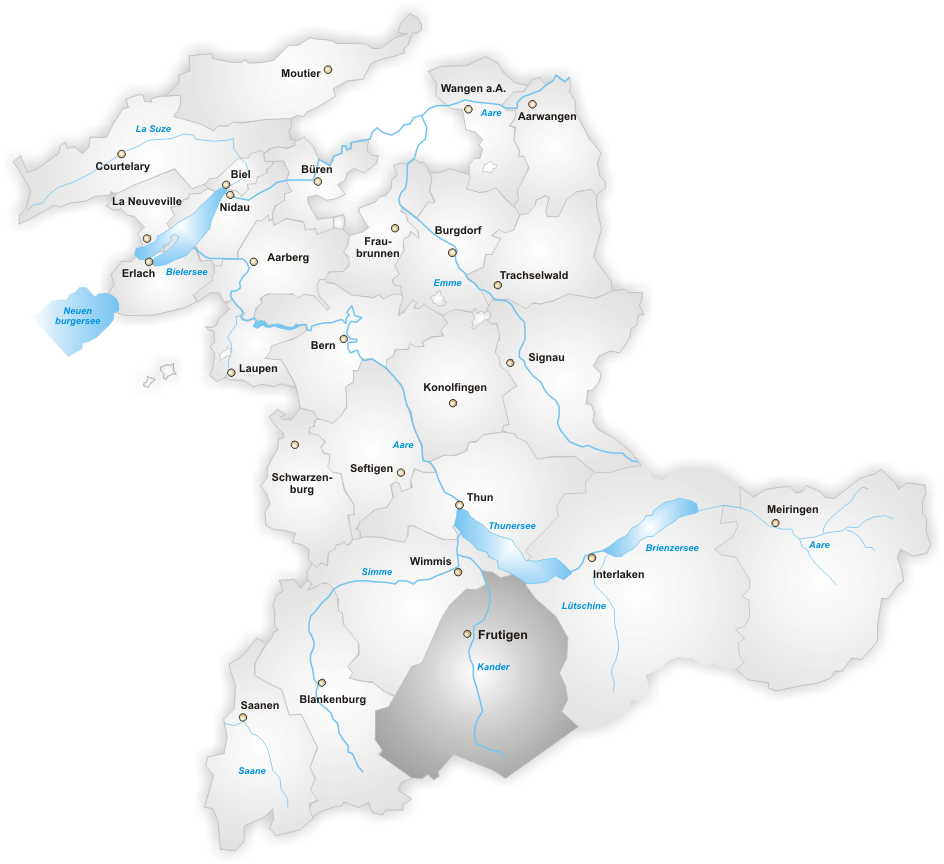
Das Frutigland

Das Frutigland ist eine Region südlich des Thunersees im westlichen Berner Oberland in der Schweiz.

## Geographie
Das Frutigland besteht im Wesentlichen aus dem Einzugsgebiet der Kander (Aare): dem nord-südlich verlaufenden Frutigtal und Kandertal und seinen Seitentälern: Seitentäler Engstligental, Üschinental, und Schwarzbachtal im Westen, Kiental, Suldtal, Öschinental und Gasterental im Osten.
Bedeutendere Ortschaften im Frutigland sind Adelboden, Frutigen, Kandersteg und Reichenbach im Kandertal.
Die typische Siedlungsform im Frutigland sind Bauernhäuser in Streusiedlung, die in Bäuerten organisiert sind; der typische Bauernhof der Gegend ist das Frutighaus.

## Geschichte
Im Mittelalter führte der Verkehr ins Wallis via Gemmipass oder Lötschbergpass durch das Frutigland; diese unwirtlichen Pässe waren jedoch kein Anziehungspunkt für Besucher und das Frutigland war eher arm, im Gegensatz zum benachbarten Simmental mit dem Übergang ins Saanenland und dem Rawilpass.
Historisch bestand das Frutigland aus der Freiherrschaft Frutigland (Oberes Kandertal und Engstligental) und der Freiherrschaft Mülenen (Unteres Kandertal), im Hochmittelalter beide im Besitz der Freiherren von Kien. 1400 wurde das Frutigland an die Stadt Bern verkauft. 1798 wurde das Frutigland zum Amtsbezirk Frutigen im Kanton Bern. Seit der Auflösung der Berner Amtsbezirke am 31. Dezember 2009 gehört das Frutigland zum Verwaltungskreis Frutigen-Niedersimmental, mit Hauptort Frutigen.
Das Frutigland war schon im 18. Jahrhundert pietistisch geprägt, und bis heute sind traditionelle evangelische Freikirchen in der Bevölkerung stark verankert. Im 18. Jahrhundert hatten die Heimberger Brüder, eine pietistische Erweckungsbewegung in der reformierten Landeskirche, starken Zulauf, im 19. Jahrhundert dann sowohl die neupietistische Erweckung der Evangelischen Gesellschaft der Berner Landeskirche als auch die von ihr abgespaltene Berner Brüderbewegung, heute vertreten durch die konservativere Gemeinde für Christus und die offeneren Freien Missionsgemeinden. Ebenso fand zu dieser Zeit die Mission der methodistischen Evangelischen Gemeinschaft (heute zur Evangelisch-methodistischen Kirche gehörend) dort viele Anhänger.

## Wirtschaft
Bis weit ins 19. Jahrhundert war die Viehzucht das wirtschaftliche Rückgrat der Gegend, wobei sich die Land- und Alpwirtschaft in einigen Punkten von der der Umgebung unterscheidet: Die Käselaibe der Alpkäse sind kleiner; die Alpen werden meistens von Einheimischen bewirtschaftet, die auch einen Bauernbetrieb im Tal haben; auf den Alpen werden zu Zuchtzwecken oft auch Stiere gehalten. Noch heute wird im Frutigland auf 130 Alpen Käse produziert. Bei der Viehhaltung spielten auch Schafe eine grosse Rolle, deren Wolle bis ins 19. Jahrhundert im Tal zum schwarzen Frutigtuch verarbeitet wurde, das für Bernertrachten sehr gefragt war.
Daneben spielte der Schieferbergbau bis ins 20. Jahrhundert eine Rolle, ebenso wie die Zündholzfabrikation, wobei die Zündholzschachteln in Heimarbeit von armen Bergbauern hergestellt wurden.
Heute spielt der Tourismus eine wesentliche Rolle in der Wirtschaft; im Gegensatz zu andern Regionen ist im Frutigland jedoch die Kultur und die Bevölkerung immer noch von der Landwirtschaft geprägt.
Verkehrsmässig erschlossen ist das Frutigland heute durch die Lötschberglinie mit dem Autoverlad in Kandersteg.

## Weblinks

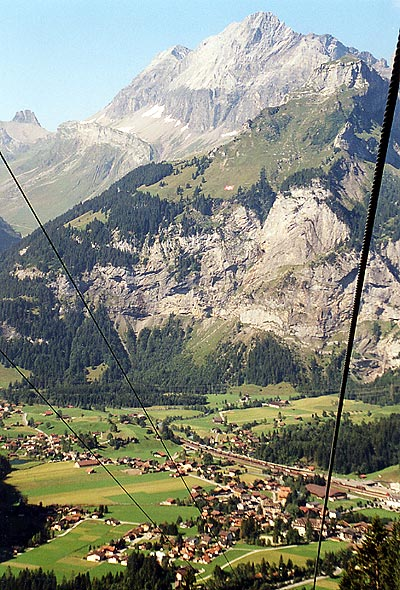
Kandersteg
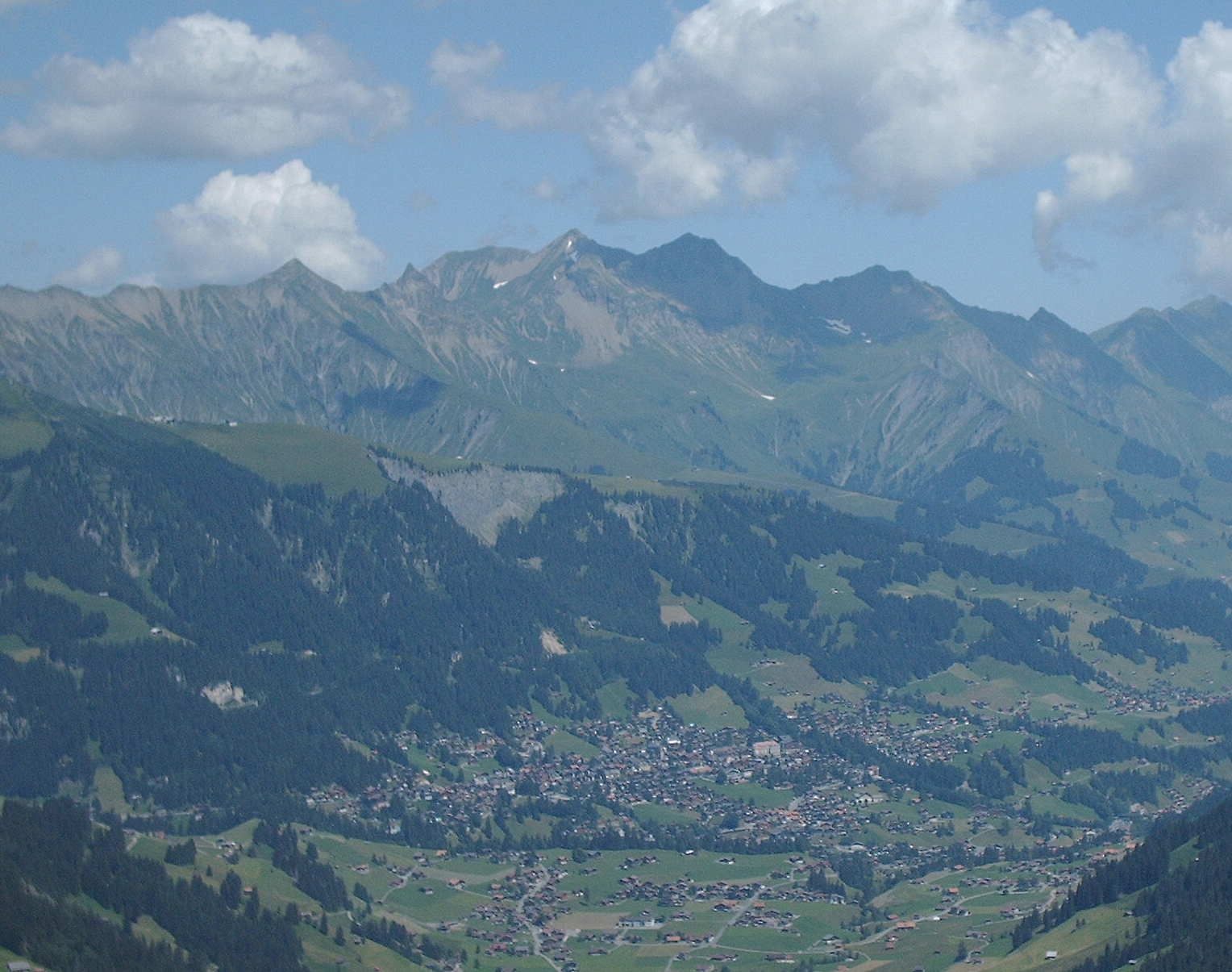
Adelboden
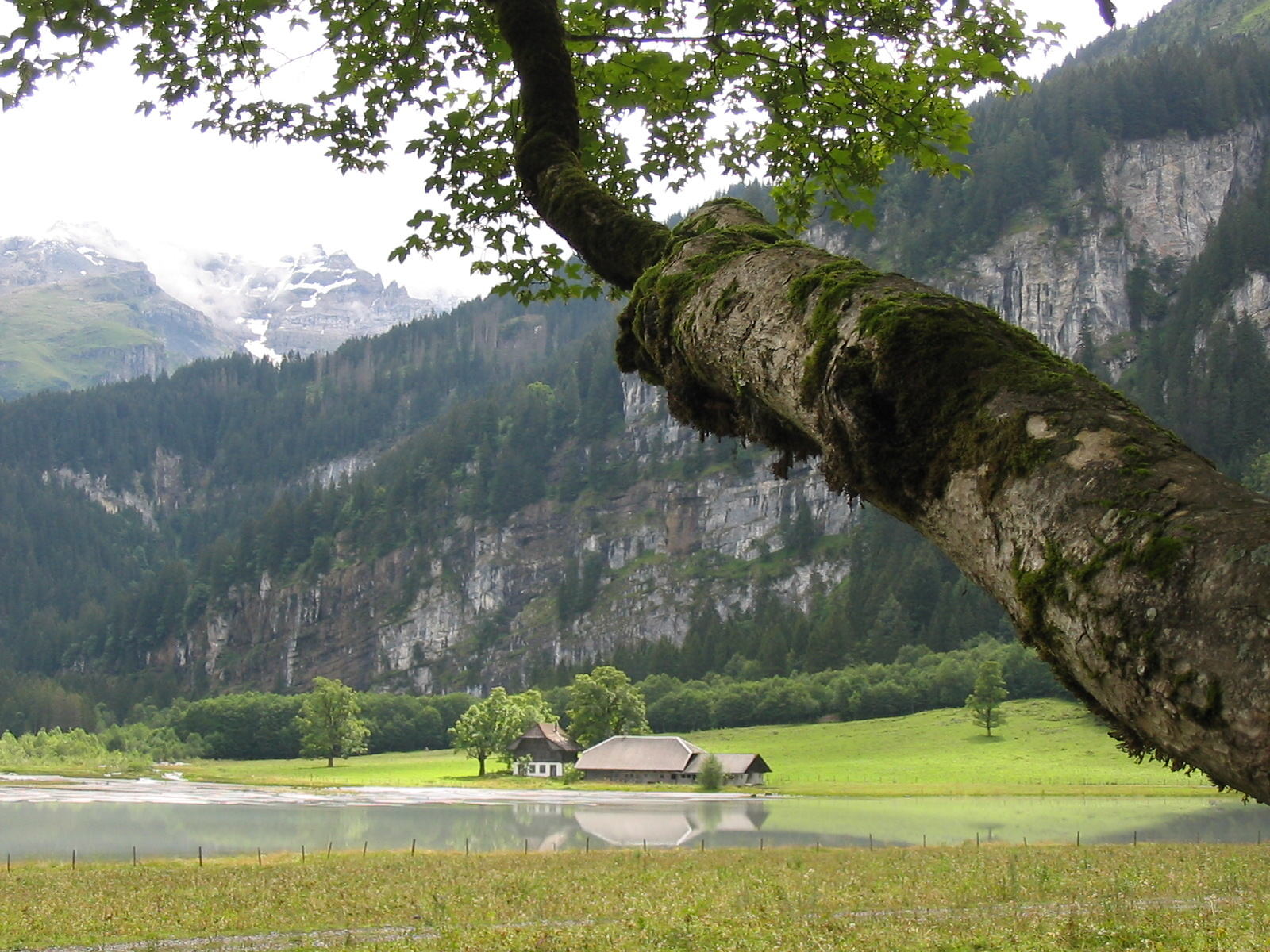
Tschingelsee im Kiental
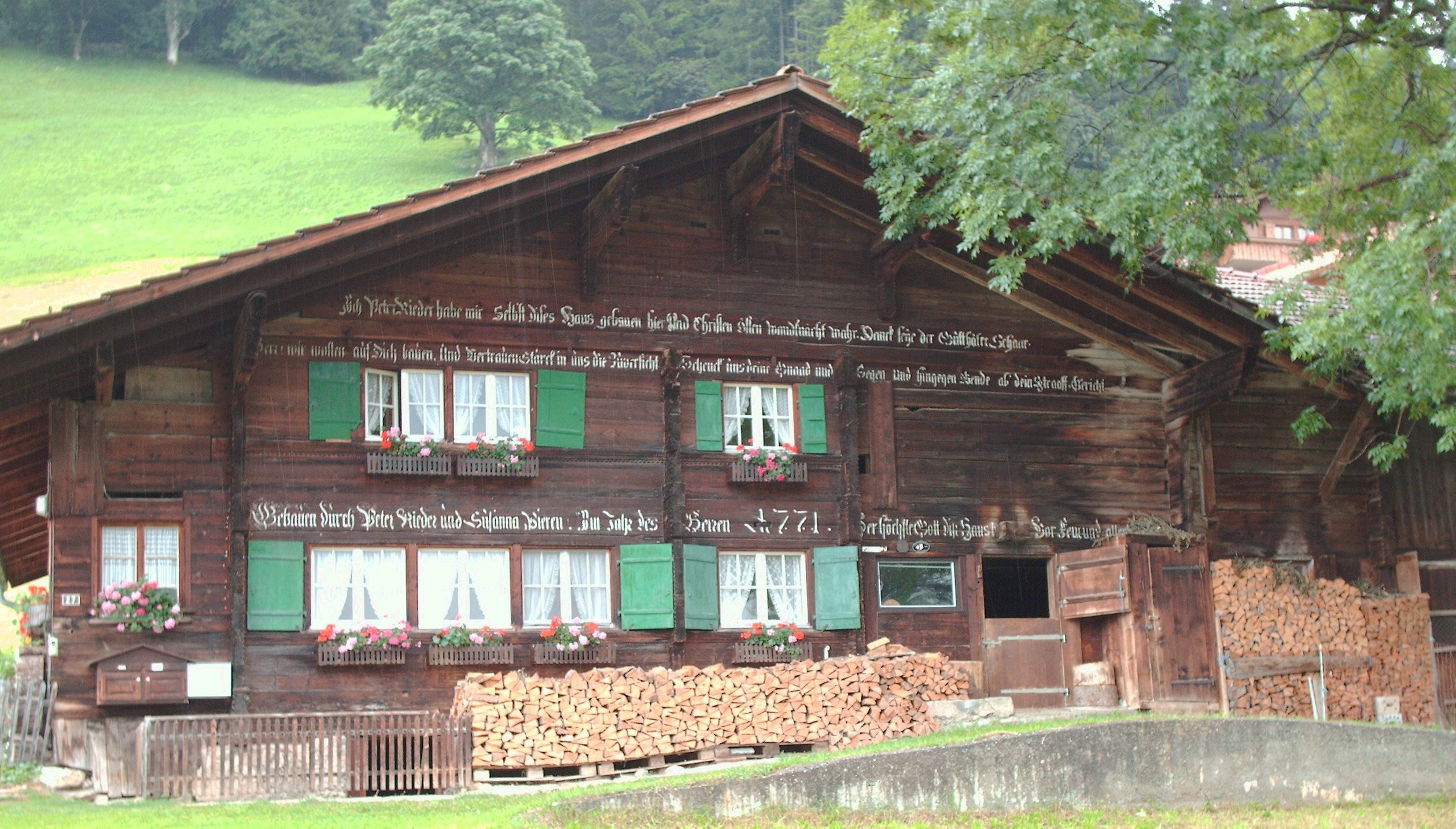
Frutighaus
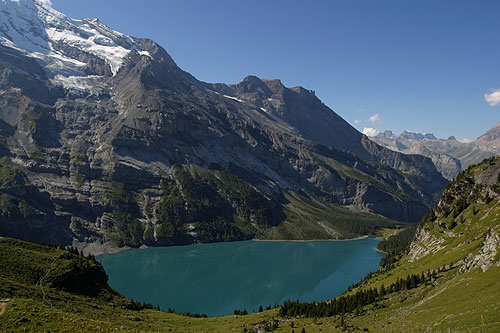
Oeschinensee
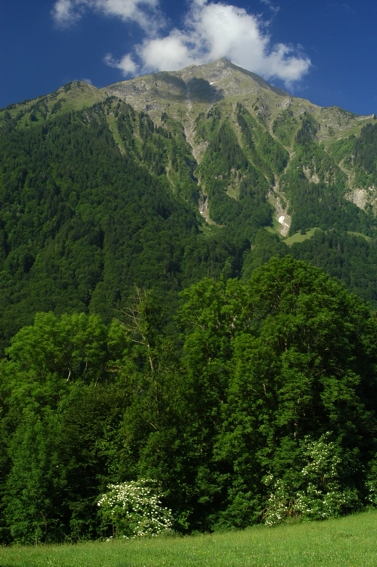
Niesen (Berg)